# National Maritime Museum
National Maritime Museum (NMM) je největší muzeum námořnictví ve Velké Británii a jedno z nejvýznamnějších na světě. Nachází se v Londýnském obvodu Greenwich v sousedství Greenwich Parku.
NMM obsahuje širokou a různorodou kolekci exponátů vztahujících se k historii britského námořnictva – lodní kotvy, královské veslice, námořní uniformy a obrazy námořních hrdinů a cestovatelů.
Muzeum má rovněž pobočku v přístavní budově ve Falmouthu.
Mimo vystavované exponáty muzeum uchovává i rozsáhlý archív předmětů a dokumentů vztahujících se k námořnictví, navigaci a lodím. Většinu těchto předmětů je možno prohlédnout pomocí Internetu.

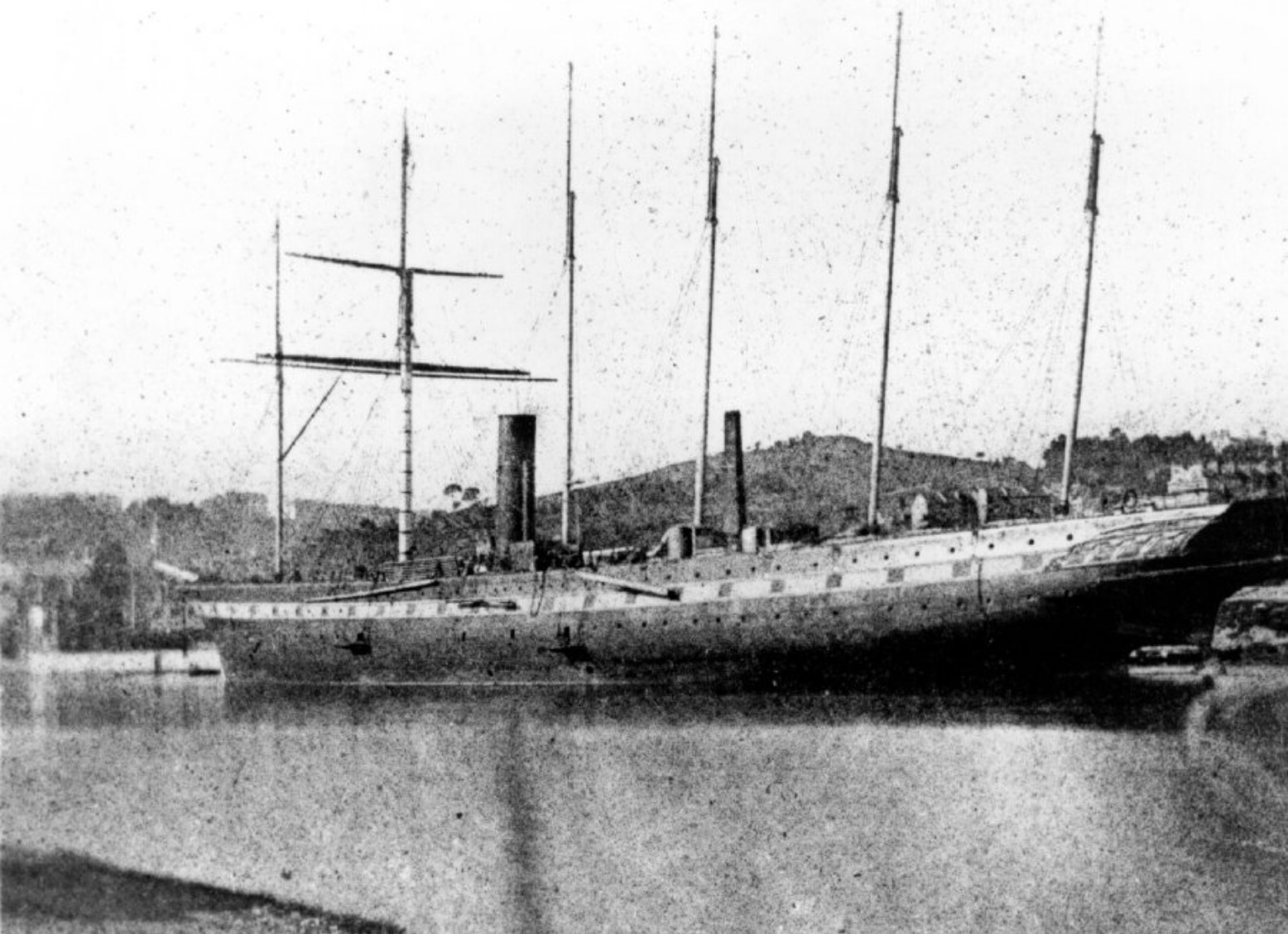
První fotografie lodi z dubna 1844 od Williama Foxe Talbota. Jedná se o loď SS Great Britain krátce po spuštění v kanálu Cumberland Basin